# Universiteit van Puerto Rico
De Universiteit van Puerto Rico (Spaans: Universidad de Puerto Rico, afgekort UPR) is de oudste en grootste universiteit van Puerto Rico. De universiteit is opgericht in 1903. Hoewel Puerto Rico geen staat van de Verenigde Staten is, worden de universiteit en het bijbehorende universitair systeem wel bestuurd als een Amerikaanse staatsuniversiteit.
De universiteit telt 11 campussen met ongeveer 64.740 studenten.

## Geschiedenis
In 1900 werd in Fajardo de "Escuela Normal Industrial" gesticht. Dit was het eerste instituut voor hoger onderwijs in Puerto Rico. Aanvankelijk studeerden er maar 20 studenten. Het jaar erop werd de school verplaatst naar Rio Piedras. Op 12 maart 1903 werd een wet doorgevoerd waarmee het instituut officieel de status van universiteit kreeg.
In 1908 gaf de Amerikaanse overheid een grote financiële steun aan de universiteit als onderdeel van de Morill Act. Van dit geld werd in 1911 een nieuwe campus opgericht genaamd "El Colegio de Agricultura".
Op 29 januari 1966 tekende toenmalig gouverneur Roberto Sánchez Vilella een wet waarmee de Universiteit van Puerto Rico werd gereorganiseerd. In de jaren erop kreeg de universiteit meer vestigingen.
In 1993 werd besloten een raad op te stellen die toezicht hield op alle vestigingen van de universiteit.

## Locaties
- Aguadilla
- Arecibo
- Bayamón
- Carolina
- Cayey
- Humacao
- Mayagüez
- Ponce
- Rio Piedras
- Utuado